# Dschāhilīya
Dschāhilīya – auch Dschahili(y)ya geschrieben – (arabisch جاهلية, DMG ǧāhilīya) ist ein arabischer Begriff aus dem Vokabular des Korans, der im allgemeinen Sprachgebrauch die Zeit des altarabischen Heidentums vor dem Islam bezeichnet, dessen genaue Bedeutung allerdings unklar ist. Das davon abgeleitete Attribut lautet dschāhilī (جاهلي / ǧāhilī); dementsprechend wird zum Beispiel in der arabischen Literaturgeschichtsschreibung die Dichtung (schiʿr) der vorislamischen Araber schiʿr dschāhilī (شعر جاهلي / šiʿr ǧāhilī) genannt. In der salafitischen Denktradition, die sich an den Schriften des hanbalitischen Gelehrten Ibn Taimīya orientiert, bezeichnet der Begriff dagegen keine Zeitperiode, sondern einen Zustand, der zu jeder Zeit eintreten könne, wenn eine Gesellschaft vom Islam abweicht.
Rein grammatikalisch betrachtet bildet das Wort Dschāhilīya ein Abstrakt-Substantiv zu dem Partizip Aktiv dschāhil (جاهل / ǧāhil). Dieses gehört wiederum zu der arabischen Wortwurzel dsch-h-l. Das gleichfalls zu dieser Wurzel gehörende Substantiv dschahl hat im modernen Arabisch die Bedeutung von „Unwissenheit, Ignoranz, Torheit“.

## Koranische Verwendung
Das Partizip Aktiv dschāhil, von dem der Begriff Dschāhilīya abgeleitet ist, erscheint zum ersten Mal an Stellen des Korans, die der mittelmekkanischen bzw. spätmekkanischen Zeit zugeordnet werden (vgl. z. B. Sure 25:63; Sure 28:55; 39:64), und bezeichnet dort die Gegner des Propheten.
Der Begriff Dschāhilīya selbst begegnet erst in medinischer Zeit, und zwar dort insgesamt an vier Stellen:
- In Sure 3:154 wird im Zusammenhang mit einer Schlacht des Propheten Mohammed eine Gruppe von Anhängern erwähnt, die im Gegensatz zu anderen Anhängern keinen Schlaf finden, sondern sich sorgenvoll mit sich selbst beschäftigen, indem sie nach Art der Dschāhilīya unrechtmäßige Mutmaßungen über Gott anstellen. Die Stelle wird auf die Zeit unmittelbar nach der Schlacht von Uhud im Jahre 3 der Hidschra datiert.[4]
- In Sure 5:50 wird im Zusammenhang mit einem Streit gefragt: „Wünschen sie (etwa) die Entscheidungsweise der Dschāhilīya? Wer könnte für Leute, die überzeugt sind, besser entscheiden als Gott?“ (Übersetzung Paret). Die Datierung der Stelle ist ungewiss.[5]
- In Sure 33:33 werden die Frauen Mohammeds aufgefordert, in ihrem Haus zu bleiben und sich nicht nach Art der ersten Dschāhiliyya (الجاهلية الأولى / al-ǧāhilīya al-ūlā) herauszuputzen. Die Stelle steht in einer Passage, die auf das Jahr 5 der Hidschra datiert wird.[6]
- In Sure 48:26 wird der Eifer der Dschāhilīya, der in die Herzen der ungläubigen Mekkaner eingedrungen ist, dem „inneren Frieden“ (sakīna) gegenübergestellt, den Gott auf die Gläubigen herabgesandt hat. Die Stelle wird auf die Zeit kurz nach dem Friedensschluss von Hudaibiya im Jahre 6 der Hidschra bezogen.[7]

## Islamische Interpretationen

### Traditionelle Exegese
Die neun koranischen Belege für dschāhil und die vier Belege für Dschāhilīya erlauben keine präzise semantische Bestimmung der Begriffe. In der traditionellen islamischen Koranexegese wird üblicherweise betont, dass dschahl ein Antonym zu ʿilm („Wissen“) darstellt, und entsprechend der dschāhil als „Unwissender“ interpretiert: er kennt weder den einzigen Gott als Schöpfer noch den Propheten Mohammed noch das religiöse Gesetz und hat somit kein Wissen über religiöse Normen des Islams.
Die erste Dschāhilīya in Sure 33:33 wird in der islamischen Koranexegese entweder als die Epoche von Adam bis Noah (im Gegensatz zu der zweiten Dschāhilīya, die von Jesus bis Mohammed reichen soll) interpretiert oder als die gesamte vormohammedanische Zeit im Gegensatz zu dem Rückfall ins Heidentum, der nach dem Auftreten des Propheten eintritt.

### Die Denktradition der Salafīya
Schon der mittelalterliche Gelehrte Ibn Taimīya, der als Vorreiter der Salafīya gilt, griff auf den Dschāhilīya-Begriff zurück, um zeitgenössische Bräuche zu charakterisieren, die er als unislamisch ansah. Besonders wichtig wurde der Begriff bei den Wahhabiten, die in ihrem Denken stark von Ibn Taimīya beeinflusst waren. So sprach Muhammad ibn Abd al-Wahhab, der Begründer der wahhabitischen Lehre, in seinen Schriften von einer zweiten Dschāhilīya, die wie die erste, vorislamische durch eine erneute Verkündigung des Islams beendet werden müsse. Hierbei sah er sich selbst in der Position des notwendigen Verkünders. Der wahhabitische Geschichtsschreiber Husain ibn Ghannām (gest. 1811) meinte, dass zu Beginn des zwölften Jahrhunderts der Hidschra, also zu Beginn des 18. Jahrhunderts u. Z. die meisten Muslime in den schirk zurückgesunken und von ihrem Glauben in die Dschāhiliyya abgefallen seien. Es sei Ibn Abd al-Wahhābs Mission gewesen, gegen die Symptome dieser zweiten Dschāhiliyya vorzugehen.
Auch bei den muslimischen Denkern, die sich im 20. Jahrhundert an Ibn Taimīya orientierten, spielte der Begriff eine wichtige Rolle. So verglich der indische Muslim Abū l-Hasan ʿAlī an-Nadwī 1945 in einer Schrift die aktuelle Situation der Muslime mit Fahrgästen eines Zuges, der Dschāhilīya heißt und sie mit hoher Geschwindigkeit ins Höllenfeuer bringt. 1951 erschien in Kairo unter dem Titel Māḏā ḫasir al-ʿālam bi-inḥiṭāṭ al-muslimīn („Was hat die Welt durch den Niedergang der Muslime verloren?“) eine arabische Übersetzung dieser Schrift, zu der der ägyptische Muslimbruder Sayyid Qutb ein enthusiastisches Vorwort schrieb. Darin zeigte er sich besonders von an-Nadwīs Gebrauch des Terminus Dschāhilīya beeindruckt:

„Es fällt auf, dass der Autor den Rückfall, der die ganze Menschheit umfasst, seitdem die Muslime nicht mehr im Stande sind, zu leiten, stets mit dem Begriff ǧāhilīya bezeichnet. Es ist ein Terminus, der genau auf das Verständnis des Autors von dem grundlegenden Unterschied zwischen dem Geist des Islam und dem materiellen Geist hinweist, der die Welt vor dem Islam beherrschte und sie auch heute beherrscht, nachdem der Islam die Führung aufgab. Das ist die ǧāhilīya in ihrer grundlegenden, wahren Beschaffenheit. Denn die ǧāhilīya ist keine beschränkte Zeitspanne, sondern eine bestimmte spirituelle und geistige Prägung.“

Sayyid Qutb wurde erst durch an-Nadwīs Schrift auf den Dschāhilīya-Begriff aufmerksam. Ab Mitte der 1950er Jahre verwendete er ihn auch in mehreren seiner eigenen Schriften und machte ihn dadurch zu einem Schlüsselbegriff des Islamismus. Besonders prominent erscheint er in seiner Schrift Maʿālim fī ṭ-ṭarīq („Wegzeichen“), die er in den frühen 1960er Jahren während seiner Haft verfasste. Hier erklärte er:

„Wir befinden uns heute in einer Dschāhilīya, die wie die Dschāhilīya zur Zeit (der Entstehung) des Islam ist, oder noch finsterer. Alles, was uns umgibt, ist Dschāhilīya: die Vorstellungen und Glaubensüberzeugungen der Menschen, ihre Gewohnheiten und Bräuche, ihre kulturellen Grundlagen, Künste und Sitten, ihre Regeln und Gesetze. Selbst viel von dem, was wir für islamische Kultur, islamische Nachschlagewerke, islamische Philosophie und islamisches Denken halten, ist in Wirklichkeit ein Werk der Dschāhilīya!!“

Die Dschāhilīya ist nach Sayyid Qutb keinesfalls auf das vorislamische Arabien beschränkt, sondern eine ständig drohende Gefahr:

„Die Dschāhilīya ist keine Zeitperiode, sondern vielmehr ein Zustand, der immer dann zurückkehrt, wenn die Gesellschaft vom Weg des Islams abweicht. Das gilt in gleicher Weise für Vergangenheit, Gegenwart und Zukunft.“

Das dichotomische Verhältnis zwischen Islam und Dschāhilīya, das Sayyid Qutb in seinem Buch entwirft, schließt auch den Bereich der Politik ein. Alle Regierungsformen, die nicht der islamischen Ordnung entsprechen, ganz gleich ob demokratisch, diktatorisch, kommunistisch oder kapitalistisch orientiert, sind ihm zufolge der Dschāhilīya zuzuordnen und müssen entsprechend bekämpft werden. Auch eine säkulare Gesellschaft lebt nach seiner Vorstellung in der Dschāhilīya, weil sie den Leuten verbietet, die Herrschaft der Scharia in ihrem Leben zu fordern, und Gott auf das Himmelreich beschränken will. Die Natur der Dschāhilīya blieb einer der wichtigsten Streitpunkte, auch in aktuellen Formen des islamischen Radikalismus.

## Orientalistische Interpretationen

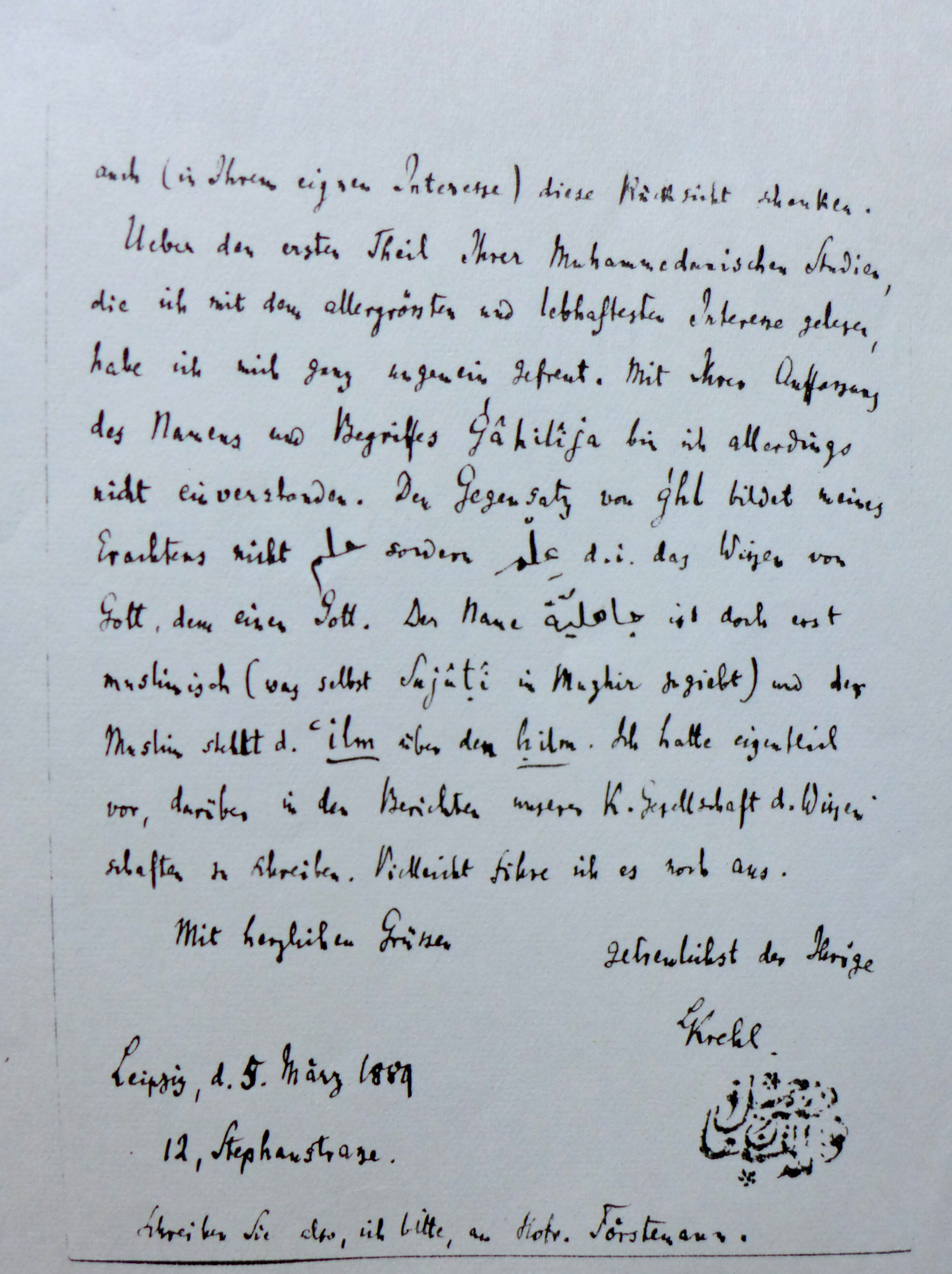
Auszug aus dem Schreiben von Krehl an Goldziher

Der Orientalist Ignaz Goldziher stellte die traditionell-islamische Interpretation von Dschāhilīya in Frage und hielt ihr entgegen, dass in der altarabischen Dichtung das Antonym zu ǧahl nicht ʿilm ist, sondern ḥilm (حلم = „Sanftmut; Einsicht; Vernunft“). Dementsprechend habe der koranische Begriff Dschāhiliyya nicht die Bedeutung von „Unwissenheit“, sondern von „Barbarei“.
Götzendienst wird tatsächlich schon in einem Gedicht des Hanīfen Zaid ibn ʿAmr ibn Nufail als Zeichen von mangelndem ḥilm betrachtet. Dort heißt es, in der englischen Übersetzung von Alfred Guillaume:
„I will not worship Hubal though he was our lord / in the days when I had little sense (iḏ ḥilmī yasīru)“
Ludolf Krehl stellte allerdings in einem Privatschreiben vom 5. März 1889 an Ignaz Goldziher dessen Interpretation des Begriffes in Frage:
„…Mit Ihrer Auffassung des Namens und Begriffes Ǧāhilīja bin ich allerdings nicht einverstanden. Den Gegensatz von ǧhl bildet meines Erachtens nicht حلم (ḥilm d.i. Sanftmut; Einsicht; Vernunft), sondern علم (ʿilm d.i. Wissen, Kenntnis), d.i. das Wissen von Gott, dem einen Gott. Der Name جاهلية ist doch erst muslimisch (was selbst Sujūtī in Muzhir zugiebt) und der Muslim stellt d. ʿilm über den ḥilm...“
Franz Rosenthal schlug später vor, Dschāhilīya als ein Echo des jüdischen Begriffs Galut zu verstehen, der die jüdische Diaspora bezeichnet.